# Rasa de Ca l'Agut
La Rasa de Ca l'Agut és un torrent afluent per la dreta de l'Aigua d'Ora.

## Termes municipals que travessa
Des del seu naixement, la Rasa de Ca l'Agut passa successivament pels següents termes municipals.
|                                                | Longitud (en m.) | % del recorregut |
| ---------------------------------------------- | ---------------- | ---------------- |
| Per l'interior del municipi de Navès           | 1.628            | 63,05%           |
| Fent de frontera entre Navès i Montmajor       | 549              | 21,26%           |
| Per l'interior del municipi de Montmajor       | 323              | 12,51%           |
| Altre cop per l'interior del municipi de Navès | 82               | 3,18%            |

## Xarxa Hidrogràfica
La xarxa hidrogràfica de la Rasa de Ca l'Agut està integrada per un total d'11 cursos fluvials. D'aquests, 4 són subsidiaris de 1r nivell, 5 ho són de 2n nivell i 1 ho és de 3r nivell.
La totalitat de la xarxa suma una longitud de 8.243 m. 7.920 transcorren pel terme municipal de Navès i 872 pel de Montmajor.

## Mapa del seu curs
- Mapa de l'ICC